# 斯特林制冷器
斯特林制冷器（Stirling refrigerator，又称ST制冷器）是由电力驱动的一种机械式制冷机。其工作原理是气体以绝热膨胀做功，即按逆向斯特林循环工作而制冷。斯特林制冷器分整体式和分置式两种。
斯特林制冷器具有结构紧凑、工作温度范围宽、启动快、效率高、操作简便等优点。两空间制冷机温度可达80K。三空间机制冷温度可达10.5-20K。四空间制冷机温度可达7.8K。冷头最底温度达到6K到3.1K的斯特林制冷器也已研制成功。不過这种制冷器最大的缺点是噪声较大和寿命不长。